# Paolo Vietti-Violi
Paolo Vietti Violi (Grandson, 20 giugno 1882 – Vogogna, 25 dicembre 1965) è stato un architetto italiano.

## Biografia
Nasce a Grandson, Vaud, nella Svizzera francese da genitori italiani, per la precisione ossolani, che lì risiedevano per ragioni di lavoro, studia a Ginevra e Parigi. Ottiene il diploma di Architetto alla Scuola Nazionale e Speciale delle Belle Arti di Parigi (École Nationale Supérieure des Beaux-Arts) nel 1905. Diviene il primo architetto italiano diplomato dal Governo francese.

Si trasferisce a Milano, dove nel 1914 si ri-laurea al Regio Istituto Tecnico Superiore, al fine di esercitare la sua professione in Italia. Inizia la carriera come designer nel campo delle strutture sportive quali ippodromi, campi di gara, stadi e le loro strutture complementari.
Lavora in Italia ma anche in diversi paesi dell'Europa centrale, realizzando diversi progetti in Turchia, successivamente in India, Africa orientale e meridionale, America.
Nel 1907 sposa Maria Biraghi Lossetti, un'ereditiera aristocratica dei signori di Vogogna Biraghi Lossetti, dalla quale ha l'anno seguente il figlio Emanuele, che diventa architetto e suo collaboratore a Milano.
È un ufficiale di artiglieria in Genova durante la prima guerra mondiale e nel 1944 diventa sindaco di Vogogna durante la repubblica partigiana dell'Ossola.
Vietti Violi muore a Vogogna a 83 anni, il giorno di Natale del 1965. Stava ancora lavorando sul campo di regata Parilly di Lione e presso la nuova chiesa di Villadossola coadiuvato dal suo assistente del momento, l'architetto Vladimiro Francioli.

## Onori
Tra gli onori e gli uffici si ricordano:
- membro onorario dell'Accademia di belle arti di Brera a Milano;
- membro corrispondente dell'Accademia delle Belle Arti, Istituto di Francia, dall'ottobre 1949;
- membro corrispondente dell'Accademia di Architettura di Parigi, Francia, dal giugno 1950;
- medaglia d'argento del Ministero della Pubblica Istruzione;
- Grande Ufficiale della Corona d'Italia nel 1930;
- ufficiale della Legion D'Onore Francese, numero 43.941, ricevuta nel 1933;
- ufficiale dell'ordine di San Maurizio e Lazzaro nel 1935;
- capitano d'artiglieria di completamento nel 1932.

Ha tenuto lezioni di architettura sportiva in diverse occasioni:
- nel 1938 all'Università di Dijon, Francia per una serie di conferenze sull'Architettura Sportiva e moderna in Italia
- nel 1951 all'Institut Technique de Batiment e de Travaux Publique di Parigi, Francia, per una conferenza sull'Architettura Sportiva in Italia e all'Estero.

Ha dibattuto a Istanbul, Turchia e all'Accademia delle Belle Arti sul tema dell'Architettura Sportiva.
Una strada porta il suo nome nel villaggio italiano di Vogogna, Via Architetto Paolo Vietti Violi.

## Progetti sportivi
Importante contributo di Vietti Violi a livello nazionale e internazionale, è stato nello sport. Vietti Violi ha osservato in Casabella, il mensile internazionale dedicato all'architettura: "... la rinascita dello sport e, soprattutto, lo spirito dello sport in Italia, come ha voluto diretto e organizzato dal regime fascista, ha avviato direttamente su un imponente rinnovamento di opere sportive".
I suoi progetti per impianti sportivi hanno sottolineato l'importanza della pianificazione del contesto generale: il trasporto pubblico e l'accesso collegamenti stradali, parcheggi e tornelli dello stadio. Ha progettato e diretto lavori per la costruzione di più di 33 ippodromi, stadi e impianti sportivi in Italia e all'estero. Tra quelli nazionali:
- 1911 Ippodromo di San Siro a Milano, Italia, per il galoppo. Vincitore del Primo Premio al Concorso Internazionale ed esecuzione del progetto. A causa della Prima Guerra Mondiale, i lavori vengono terminati nell'Aprile del 1920.
- 1923 Ippodromo di San Siro a Milano, per il trotto;
- 1923 Ippodromo di Mirabello a Monza, per impianti di galoppo ed ostacoli;
- 1923 Ippodromo del Casalone a Grosseto, con impianti sportivi annessi;
- 1924 Ippodromo delle Capannelle a Roma;
- 1926 Ippodromo di Agnano a Napoli, per il progetto esecutivo;
- 1928 Ippodromo delle Cascine a Firenze, per il trotto, per ampliamenti e trasformazioni;
- 1928 Ippodromo delle Cascine a Firenze, per il galoppo, con ampliamenti e trasformazioni;
- 1928 Ippodromo di Merano, primo impianto;
- 1930 Ippodromo dell'Arcoveggio a Bologna, per il trotto in collaborazione con l'Ingegnere Costantini;
- 1933 Ippodromo di Ankara in Turchia, per il galoppo e città sportiva completa. Vincitore del Primo Premio al Concorso Internazionale ed esecuzione del progetto;
- 1934 Ippodromo di Istanbul in Turchia, progetto di massima per il galoppo;
- 1935 Ippodromo di Merano, progetto definitivo ed esecuzione dei lavori. Realizzazioned delle Scuderie Andreina per 260 cavalli;
- 1937 Ippodromo Federico Caprilli presso Ardenza a Livorno, progetto di trasformazione e illuminazione;
- 1937 Ippodromo di San Siro a Milano, trasformazioni per il trotto e progettazione di scuderie;
- 1939 Ippodromo delle Cascine a Firenze, trasformazioni e progettazione di scuderie per 200 cavalli;
- 1939 Ippodromo di Mirafiori a Torino, progetto di trasformazione di tribune e piste;
- 1939 Ippodromo di Addis Abeba in Etiopia, progetto di trasformazione di tribune e piste e impianti sportivi annessi;
- 1940 Ippodromo Le Bettole a Varese, progetto di trasformazione di tribune e piste;
- 1950 Ippodromo di Valencia in Venezuela, per il galoppo e impianti sportivi annessi;
- 1953 Ippodromo di Montecatini, progetto di trasformazione di tribune, illuminazione e piste in collaborazione con l'Ingegnere Venturini;
- 1953 Ippodromo delle Cascine a Firenze, per il trotto con progetto di trasformazione di tribune e piste;
- 1955 Ippodromo di Istanbul in Turchia, per il galoppo. Realizzazione delle Scuderie per 260 cavalli;
- 1957 Ippodromo di Adana in Turchia, per il galoppo;
- 1957 Ippodromo di Sayrne in Turchia, per il galoppo, progetto di trasformazione di tribune, illuminazione e piste.

Successive progettazioni includono l'ippodromo del Lido di Venezia, Italia, con impianti di galoppo e trotto, scuderie per 260 cavalli.
Nel 1913 si reca in Argentina, dove è invitato per il progetto della nuova sede dell'Associazione Jockey Club di Buenos Aires.

Successivamente si reca a Bombay in India, invitato dalla Western India Turf Club per la selezione di progettisti per la costruzione di due ippodromi a Bombay e Poona.

Dal 1930 al 1932 diviene consigliere tecnico dell'Autodromo di Monza.
Nel 1932, con il giovane ebreo ungherese Andreas Benko che collabora al suo studio, e con l'ing. Fiocchini di Milano, l'ing. Federico Carnazzi e Natale Rossi, realizza a Selvino (Bergamo) la Sciesopoli, colonia montana per bambini voluta dal fascismo e intitolata ad Antonio Sciesa eroe del Risorgimento, inaugurata l'11 giugno 1933 e completata l'anno successivo. La grande colonia è costituita da un complesso di edifici d'avanguardia, completato in tempi brevissimi. La colonia era attrezzata con dormitori, refettori, piscina riscaldata, cinema, infermeria, un grande parco di 17.000 metri quadrati e cortili per le adunate. Tra i numerosi finanziatori dell'opera che in totale offrirono 2.580.000 lire, come testimonia la lapide marmorea del salone d'ingresso, anche il Duce Benito Mussolini, che donò 5.000 Lire per la sua realizzazione e volle figurare come primo offerente.
Nel 1937 in Iugoslavia, viene contattato per il progetto dell'ippodromo di Zemun a Belgrado in Iugoslavia e impianti sportivi a Sarajevo.

Nel 1937 in Polonia, viene contattato per il progetto dell'ippodromo di Varsavia dal Jockey Club locale.

Nel 1939 in Etiopia, su invito della Società Incoraggiamento Razze Equine (S.I.R.E.), e richiesta del Vice Re d'Etiopia, il Duca d'Aosta, per gli impianti sportivi completi ad Addis Abeba.

Nel 1948 in Bulgaria, viene intervistato dal Governo Bulgaro per il progetto di impianti sportivi completi a Sofia.
Nel 1950 in Venezuela, viene invitato dal Governo per lo studio di un progetto di drenaggio per piste di Ippodromi. Realizza progetti per impianti sportivi completi e il progetto esecutivo per l'ippodromo di Valencia, Venezuela.

Successivamente realizza il progetto dello Stadio San Martino di Genova.
L'Architetto Vietti Violi ha progettato numerose piscine coperte durante gli anni della sua attività in Italia:

piscina coperta per il complesso di impianti sportivi dell'Aquila in Abruzzo;

piscina coperta per il complesso "Casa del Balilla" e relativi impianti sportivi Colonia Alpina di Sciesopoli a Selvino in provincia di Bergamo;

piscina coperta per il complesso "Casa del Balilla" e relativi impianti sportivi di Saronno, in Lombardia;
 
L'architetto ha realizzato il Palazzetto dello Sport presso la Fiera di Milano, con la pista ciclabile, che ha aperto nel mese di aprile del 1923 e gli impianti sportivi di San Martino d'Albaro, L'Aquila, Merano, Saronno e Milano Marittima (Canella Giuntini, 2009)
Nel 1936, ad Ankara fu inaugurato il progetto di Vietti Violi per l'ampliamento a 60.000 spettatori seduti dello stadio 19 Mayıs Stadio ("19 maggio Stadio Sport"), poi teatro di molte celebrazioni di feste nazionali. In una descrizione pubblicata del progetto, Vietti Violi menziona i connotati militaristi delle attività sportive nel 1930: il complesso dello stadio è stato "un programma grandioso ed eccezionale che ha reso necessaria la creazione di una strada larga per le parate militari" (Bozdoğan, 2001). Partecipa al concorso per la progettazione del mausoleo Mustafa Kemal Atatürk, in Anıtkabir (Christopher S. Wilson, 2009). Più tardi nella sua carriera ha progettato il BJK İnönü Stadium in Istanbul, Turchia, completato nel 1954.

## Progetti di opere civili
Vietti Violi partecipò a numerosi concorsi di progettazione di grandi opere civili: ospedali (Pavia), fabbriche, teatri (Genova), basiliche (Siracusa), strutture pubbliche inclusi palazzi regionali.

Realizzò importanti villaggi operai a Villadossola per circa 1000 operai e a Pieve Vergonte progettò il villaggio operaio, gli uffici, i laboratori e gli stabilimenti del complesso industriale locale.

Partecipò a numerosi concorsi:
- concorso per il Policlinico a Pavia (secondo premio);
- concorso per il palazzo delle Belle Arti a Genova;
- concorso per la basilica di Santa Croce a Milano;
- concorso per la progettazione della facciata della stazione ferroviaria di Milano Centrale;
- concorso per centro polisportivo a Roma;
- concorso per il teatro a Genova;
- concorso per case rurali a Milano;
- concorso per la facciata del palazzo della Prefettura a Bolzano;
- concorso per il cinodromo a Milano.

L'Architetto Vietti Violi realizzò numerosi progetti di ville private:
- villa di via Monferrato a Milano;
- villa del commendatore Locatelli a Milano;
- villa Grana e Uffici Pozzo in località Giovi a Genova;
- villa Castolai a Domodossola;
- villa Marchese a Magognino;
- chalet del pittore Mazza a Macugnaga;

Realizzò anche numerosi progetti di palazzi per abitazione, hotel e ufficio:
- palazzo per l'hotel Palace Columbia a Genova;
- palazzo per hotel a Fiumetto;
- palazzo per hotel a Perugia;
- palazzo Cantoni-Pisa a Milano;
- palazzo per la Maison de France a Milano;
- palazzo per la proprietà Guzzi a Milano;
- palazzo per la sede della società Nafta a Genova;
- palazzo per la sede della società Shell a Genova;
- palazzo della Cavallerizza di San Siro a Milano;
- palazzo per la sede uffici della società Saint-Gobain a Milano;
- palazzo per ampliamento reparto medicina dell'ospedale San Biagio a Domodossola;
- palazzo per il municipio di Macugnaga;
- palazzo per lo Sporting Club a Milano Marittima;
- palazzo dello sport a Milano;
- palazzo per la pista ciclabile Vigorelli a Milano;
- opere della Fiera di Milano, dove l'architetto realizzò l'entrata su via Domodossola, palazzo degli Orafi e il palazzo della Francia in collaborazione con l'architetto Boileau di Parigi.

## Progetti di opere religiose
Vietti Violi realizzò progetti di opere religiose:
- chiesa parrocchiale di Cermes in Alto Adige
- chiesa parrocchiale di Villadossola in Piemonte

Partecipò a numerosi concorsi d'opere religiose:
- concorso per il santuario della Madonna delle Lacrime di Siracusa in Sicilia (secondo premio)
- concorso per il rifacimento conservativo del santuario della Madonna del Lut di Premosello in Piemonte (primo premio - non realizzato)
- concorso per il rifacimento conservativo del santuario della Madonna del Boden di Ornavasso in Piemonte (primo premio - non realizzato)